# Smithfield, South Australia
Smithfield är en förort i norra utkanten av Adelaide, South Australia. Smithfield ligger i City of Playford.
Gawler Plains Post Office öppnade den 12 juli 1850 och bytte namn till Smithfield år 1855.